# Anaceros
Genre
Anaceros est un genre d'opilions laniatores de la famille des Biantidae.

## Distribution
Les espèces de ce genre sont endémiques de Madagascar.

## Liste des espèces
Selon World Catalogue of Opiliones (09/10/2021) :
- Anaceros anodonta Lawrence, 1959
- Anaceros canidens Lawrence, 1959
- Anaceros humilis Lawrence, 1959
- Anaceros pauliani Lawrence, 1959

## Publication originale
- Lawrence, 1959 : « Arachnides-Opilions. » Faune de Madagascar, vol. 9, p. 1–121.